# Portunus sanguinolentus
Portunus sanguinolentus är en kräftdjursart som först beskrevs av J. F. W. Herbst 1783.  Portunus sanguinolentus ingår i släktet Portunus och familjen simkrabbor. Inga underarter finns listade i Catalogue of Life.

## Bildgalleri

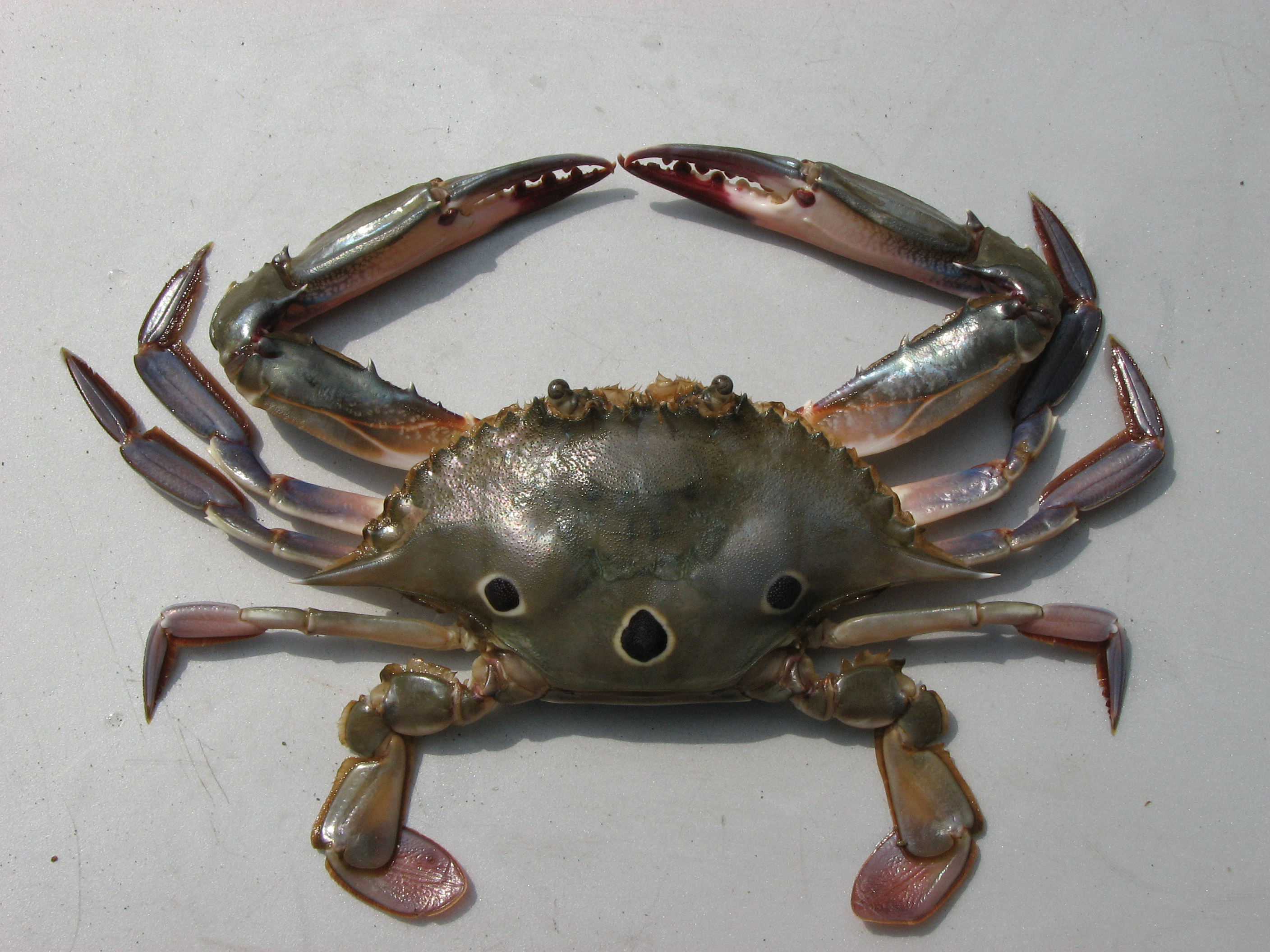